# Петросян, Самвел Георгиевич
Самвел Георгиевич Петросян (род. 1954) — депутат парламента Грузии.

## Биография
Окончил русскую среднюю школу, затем — с отличием Ереванский политехнический институт. Работал в комсомольских и советских органах.
В 1988 году стал одним из учредителей комитета «Джавахк», дальнейшем переросшего в «Народное движение Джавахка» (ННД), основной задачей которого была защита прав армянского населения, оказание гуманитарной и другой помощи Карабахскому национально-освободительному движению.
Пришедшему к власти в независимой Грузии Звиаду Гамсахурдии приписывают лозунг «Грузия для грузин» и начало притеснения армянского населения Джавахети. Со стороны Тбилиси назначались руководители и другие ключевые должностные лица Ахалкалакского района, не разрешалось говорить на армянском языке, изучать историю армянского народа и т. д. Проводилось, фактически, выдавливание армян с мест постоянного проживания в Джавахети. Например, было принято решение гос. Совета о 21-й км зоне. Этим решением приграничная 21 км зона передавалась министерству обороны Грузии, прекращалось выделение земельных участков в этой зоне, приостанавливались все гражданские строительства, то есть, фактически, все сёла, находящиеся в этой зоне, прекратили бы своё существование. Не разрешалась покупка домов армянами. Создавались фонды, с помощью которых менялась демографическая ситуация Джавахети. Практически, жизнь армянского населения стала невыносимой в Джавахетском регионе. В январе 1991 г. возглавил созданный в Ахалкалаки «Совет народных уполномоченных». Он объявил гражданское неповиновение официальному Тбилиси и до ноября того же года руководил Ахалкалакским районом. При этом идеологической платформой «Совета уполномоченных» стала программа ННД.
С ноября 1991 г. — префект Ахалкалакского района. После чего были частично решены многие проблемные вопросы. Внутреннее делопроизводство стали проводить на армянском языке, не было реализовано решение о 21 км зоне. В отдельных школах начали изучать историю армянского народа (на факультативных занятиях) и др.
Благодаря действиям Петросяна Самвела как одного из лидеров ННД и председателя «Совета уполномоченных», а в дальнейшем как руководителя Ахалкалакского района, в 1988 г. со стороны парламента Грузии и в 1995 г. со стороны президента Грузии Э. Шеварнадзе было разрешено использовать армянский язык в Ахалкалакском районе.
Однако со стороны официального Тбилиси в отношении Петросяна Самвела начались провокации с использованием местных человеческих ресурсов, что привело к отставке Петросяна Самвела с должности руководителя района. После чего началась новая волна давления на армянское население Джавахетского региона. В связи с этим родилась идея о создании в Джавахетском регионе автономной политической единицы в составе Грузии, призванной защищать права национальных меньшинств в регионе (то есть армян). Начался сбор подписей, встречи с руководством Грузии и др. мероприятия для создания Джавахетской административно-территориальной единицы. Однако официальный Тбилиси, вновь используя отдельных лиц в Ахалкалаки и граждан Армении, выходцев из Джавахети, стал провоцировать действия Петросяна Самвела и его единомышленников, что заставило их в 1998 г. отойти от национального движения.
Отойдя от политических течений, Петросян Самвел продолжил свою трудовую деятельность в МВД Грузии. В 2006—2008 годы — глава полиции Ахалкалаки.
В 2012 г. как представитель «Единого национального движения» по мажоритарной системе был избран депутатом парламента Грузии от Ахалкалаки, получив на выборах 77,8 % голосов избирателей. Будучи депутатом парламента, на его заседаниях Петросян Самвел неоднократно поднимал важные для национальных меньшинств (в том числе армян) вопросы: это ратификация европейской хартии региональных языков, вопрос геноцида армян в османской империи, предоставление гражданства и вида на жительство жителям Джавахетского региона, изучение армянского языка и истории армянского народ в школах и многое другое. В 2013 году перешёл в коалицию «Грузинская мечта».